# Sifon (speologie)
Prin sifon, se înțelege în speologie, o galerie care se continuă sau se termină printr-o galerie total inundată de apă, și care nu este accesibilă decât cu ajutorul echipamentelor speciale dedicate scufundătorilor.